# Copa Panamericana Bajo Techo de Hockey masculino de 2004
La II Copa Panamericana Bajo Techo de Hockey Masculino de 2004 se celebró en Valencia, Venezuela entre el 21 y el 24 de julio de 2004. 
Cuba y Estados Unidos clasificaron al Campeonato Mundial de Hockey Bajo Techo de 2005, luego de que el conjunto cubano le gane al estadounidense por 5-4.

## Grupo Único
– Clasificados a la final.
     – Juegan el partido por el 3º puesto.
| Equipo         | J | G | E | P | GF | GC | DG  | PTS |
| -------------- | - | - | - | - | -- | -- | --- | --- |
| Estados Unidos | 6 | 5 | 1 | 0 | 22 | 12 | +10 | 16  |
| Cuba           | 6 | 4 | 1 | 1 | 32 | 8  | +24 | 13  |
| Perú           | 6 | 2 | 0 | 4 | 11 | 21 | -10 | 6   |
| Venezuela      | 6 | 0 | 0 | 6 | 6  | 30 | -24 | 0   |

- Resultados

| Fecha | Hora¹ | Partido        | Partido | Partido        | Resultado |
| ----- | ----- | -------------- | ------- | -------------- | --------- |
| 21.07 | 13:00 | Venezuela      | -       | Perú           | 0-3       |
| 21.07 | 14:00 | Cuba           | -       | Estados Unidos | 1-2       |
| 21.07 | 17:00 | Venezuela      | -       | Cuba           | 1-4       |
| 21.07 | 18:00 | Estados Unidos | -       | Perú           | 3-2       |
| 22.07 | 9:00  | Estados Unidos | -       | Venezuela      | 5-1       |
| 22.07 | 11:00 | Perú           | -       | Cuba           | 1-5       |
| 22.07 | 17:00 | Estados Unidos | -       | Cuba           | 3-3       |
| 22.07 | 19:00 | Perú           | -       | Venezuela      | 2-1       |
| 23.07 | 09:00 | Perú           | -       | Estados Unidos | 3-4       |
| 23.07 | 11:00 | Cuba           | -       | Venezuela      | 11-1      |
| 23.07 | 17:00 | Cuba           | -       | Perú           | 8-0       |
| 23.07 | 19:00 | Venezuela      | -       | Estados Unidos | 2-5       |

## Segunda Fase

### 3 Puesto
| Fecha | Hora¹ | Partido | Partido | Partido   | Resultado    |
| ----- | ----- | ------- | ------- | --------- | ------------ |
| 24.07 | 09:00 | Perú    | -       | Venezuela | 3-3 (1-3 PS) |

### Final
| Fecha | Hora¹ | Partido | Partido | Partido        | Resultado |
| ----- | ----- | ------- | ------- | -------------- | --------- |
| 24.07 | 10:30 | Cuba    | -       | Estados Unidos | 4-5       |

| Campeón de la Copa Panamericana Bajo Techo de Hockey 2004 |
| --------------------------------------------------------- |
| Cuba Primer Título                                        |

### Clasificación general
1. Cuba
2. Estados Unidos
3. Venezuela
4. Perú

## Clasificados al Mundial 2005
| Bandera de Cuba | Bandera de Estados Unidos |
| Cuba            | Estados Unidos            |
| --------------- | ------------------------- |